# ماريو شيلينغ
ماريو شيلينغ (بالإسبانية: Mario Schilling)‏ هو محامي تشيلي، ولد في 9 مارس 1969 في سانتياغو في تشيلي.